# Geoff Murphy
Geoff Murphy (Wellington, 13 de junio de 1946-3 de diciembre de 2018) fue un cineasta neozelandés conocido por su trabajo durante el resurgimiento del cine de Nueva Zelanda que comenzó en la segunda mitad de los años 1970.

## Biografía
Dirigió películas en Hollywood durante la década de 1990 antes de regresar a Nueva Zelanda para trabajar como director de segunda unidad en la trilogía de El Señor de los Anillos. Además trabajó como guionista, asistente de dirección, haciendo efectos especiales, maestro de escuela y trompetista.

## Filmografía
- Wild Man (1977)
- Dagg Day Afternoon (1977)
- Goodbye Pork Pie (1981)
- Utu (1983)
- The Quiet Earth (1985)
- Never Say Die (1988)
- Red King White Knight (1989)
- Young Guns II (1990)
- Freejack (1992)
- Blind Side (1993)
- The Last Outlaw (1994)
- Under Siege 2: Dark Territory (1995)
- Don't Look Back (1996)
- The Magnificent Seven (1997, piloto televisivo)
- Dante's Peak (1997) director de la segunda unidad
- Fortress 2: Re-Entry (1999)
- Race Against Time (2000)
- Blerta Revisited (2001, documental)
- El Señor de los Anillos: la Comunidad del Anillo director de la segunda unidad
- El Señor de los Anillos: las dos torres (2002) director de la segunda unidad
- El Señor de los Anillos: el retorno del Rey (2003) director de la segunda unidad
- Spooked (2004)
- xXx: State of the Union (2005) director de la segunda unidad
- Tales of Mystery and Imagination (2009)